# 孫如游

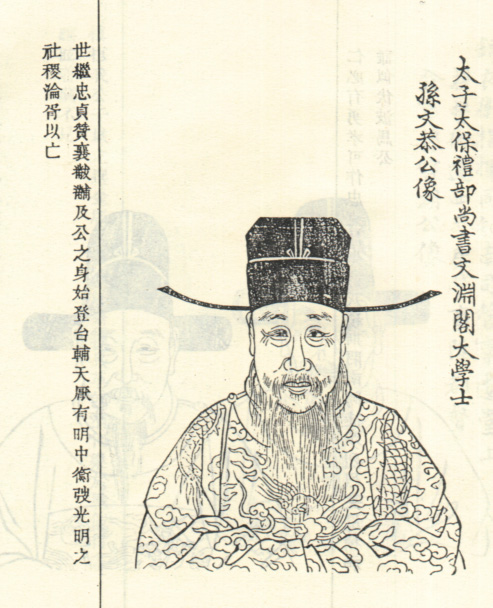
孫如游

孫 如游（そん じょゆう、1549年 - 1624年）は、明代の官僚。字は景文、号は鑑湖。本貫は紹興府余姚県。

## 生涯
都御史の孫燧の曾孫にあたる。1595年（万暦23年）、進士に及第した。後に翰林院検討となった。1606年（万暦34年）、右春坊右賛善となった。1610年（万暦38年）、南京翰林院事を代行した。1612年（万暦40年）、右諭徳から右庶子となった。1614年（万暦42年）、少詹事から詹事に進んだ。1615年（万暦43年）、礼部右侍郎・兼翰林院侍読学士に転じた。1619年（万暦47年）12月、礼部尚書の事務を代行していた左侍郎の何宗彦が官を去ると、大学士の方従哲の要請により如游が尚書の事務を代行した。1620年（万暦48年）3月、礼部尚書の事務を代行することについて万暦帝の命を受けた。礼部の事務は山積していたが、如游はこれらを決裁して滞らせなかった。ときに白蓮教や無為教が流行しており、かつて何宗彦が上疏してその厳禁を請願していたが、如游もまたその禁教を上申したので、万暦帝はこれに従った。7月、万暦帝の病が重くなると、如游は大臣たちとともに遺命を受けた。
万暦帝が死去すると、鄭貴妃は禍を恐れて、李選侍と結び、李選侍を新帝の皇后に立てるよう求めた。李選侍はまた鄭貴妃を皇太后に立てるよう求めた。楊漣が「皇長子朱由校は李選侍に愛されておらず、李選侍が皇后となれば嫡長子といえども、他日どうなるかは分からない。先帝の遺詔を盾に皇太子の冊立を求めたい。新帝の登極3日に、公は遺詔を援用して皇太子冊立を請願してくれ」と如游にいい、如游もこれに同意した。8月1日、泰昌帝が即位した。3日、如游が皇太子の冊立を求めると、泰昌帝はこれを聞き入れた。まもなく泰昌帝は先帝の遺志に従い鄭貴妃を皇太后に立てたいと言い出した。如游は命に従うのが孝ではなく、礼に従うのが孝であると上奏したが、泰昌帝の返事はなかった。
如游はまもなく礼部尚書に進んだ。泰昌帝は皇太子の冊立を命じたものの、皇長子朱由校の体質が虚弱であるとも言って、冊立の時期を遅らせようとした。如游はこれに反対した。23日、泰昌帝は李選侍を皇貴妃に封じるよう命じ、その時期を早めようとした。如游が「亡き孝端顕皇后と孝靖太后に尊号を贈り、郭元妃と王才人を皇后に封じるのを優先して、貴妃の封は後にすべきです」と上奏したので、泰昌帝はこれを許可した。李選侍は貴妃の位に満足せず、皇后の地位を獲得しようと運動した。29日、泰昌帝が廷臣を召し出すと、李選侍は皇長子朱由校に迫って彼女を皇后に立てるよう言わせた。如游が「上は選侍を皇貴妃に封じたいご意向ですので、実際の手続きを進めるべきでしょう」と言うと、泰昌帝は漫然と肯いた。李選侍はこれを聞いて、大いに悔しがった。翌日、泰昌帝は死去した（紅丸の案）。如游が冊封の時期を改めるよう請願すると、天啓帝の許可を得た。天啓帝は皇孫だったときに傅をつけられておらず、しっかりした儒教教育を受けていなかった。如游は新帝の即位7日に儒教経典の講義を開きたいと請願して、また許可を得た。
10月、如游は東閣大学士として入閣を命じられ枢機に参与した。如游はたびたび退任を願い出たが、天啓帝は慰留につとめた。1621年（天啓元年）、如游は14回引退を願い出てようやく認められ、太子太保・文淵閣大学士の位を加えられ、官に護送されて郷里に帰った。1624年（天啓4年）、死去した。享年は76。少保の位を追贈された。諡は文恭といった。
孫に孫嘉績があった。